# Portugiesisch-sri-lankische Beziehungen
Die portugiesisch-sri-lankischen Beziehungen beschreiben das zwischenstaatliche Verhältnis zwischen Portugal und Sri Lanka. Die Länder unterhalten seit 1953 direkte diplomatischen Beziehungen.
Ihre Beziehungen gelten als gut, jedoch noch wenig entwickelt. Wichtigstes Verbindungsglied ist die historische portugiesische Präsenz im heutigen Sri Lanka von 1506 bis 1658. So geht die Minderheit der Burgher zu einem Teil auf die Cafrinhas (Sri Lanka Kaffirs) zurück, eine Bevölkerungsgruppe, die aus den von den Portugiesen aus ihren afrikanischen Besitzungen hergebrachten Menschen entstand und hier eine eigene, bis heute erhaltene portugiesischbasierte Kreolsprache entwickelte. Die portugiesisch-niederländische Festung und Altstadt von Galle ist seit 1988 Weltkulturerbe und wird als einziges Bauwerk in Sri Lanka in der portugiesischen Denkmalliste SIPA geführt. Zum portugiesischen Vermächtnis in Sri Lanka gehören zudem eine Vielzahl sri-lankischer Familiennamen wie Fernando, Silva, Perera (von Pereira), Fonseka (von Fonseca), Caldera, Andradi (von Andrade) u. a., aber auch die Römisch-katholische Kirche in Sri Lanka, die heute mit etwa 6,1 % von insgesamt 7,3 % die große Mehrheit der Christen im Land stellt.
Die heutigen politischen und wirtschaftlichen Beziehungen sind erst wenig entwickelt, auch auf Grund der anhaltenden innenpolitischen Krise Sri Lankas. Es besteht zudem nur eine sehr kleine gegenseitige Diaspora, lediglich in kultureller und sportlicher Beziehungen kommt es häufiger zu Kontakten. In Krisenzeiten halfen auch portugiesische Hilfsorganisationen wie die Assistência Médica Internacional (AMI) in Sri Lanka, insbesondere 2004, 2005 und 2014.
Im Jahr 2015 waren 102 Staatsbürger Sri Lankas in Portugal gemeldet, davon mit 65 die meisten im Großraum der Hauptstadt Lissabon. 2019 waren 33 Einwohner Sri Lankas in Portugal geboren. Die genaue Zahl der portugiesischstämmigen Einwohner des Landes ist unbekannt, dürfte jedoch deutlich höher sein.

## Geschichte

### Bis 1658

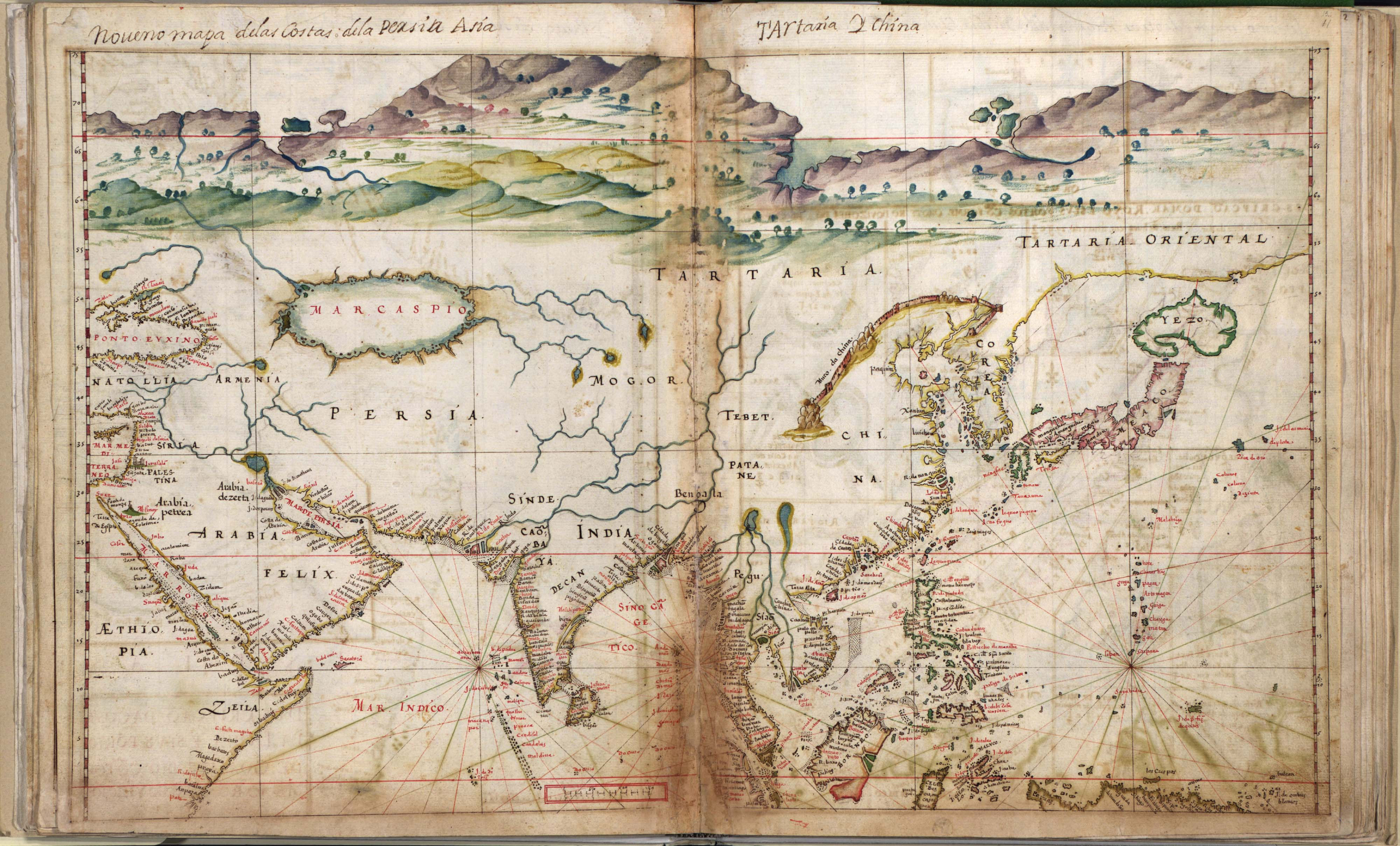
Portugiesische Asien-Karte von 1630

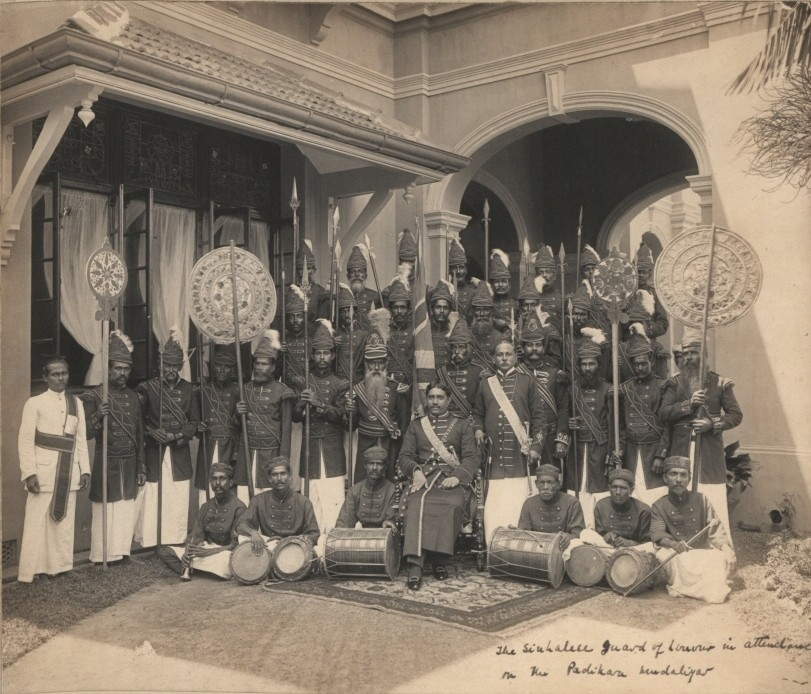
Lascarins-Wache von Padikara Muhandiram Arthur Silva Wijeyasinghe Siriwardena (1889–1947): auch mit Hilfe der einheimischen Hilfstruppen der Lascarins gelang es den Portugiesen, ihre Interessen im damaligen Ceylon durchzusetzen.

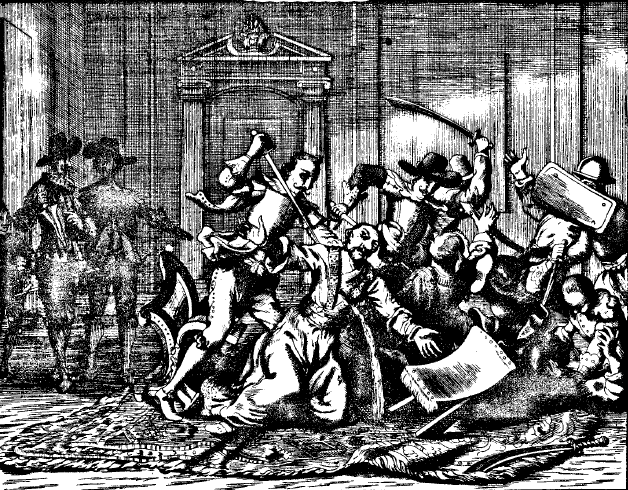
Portugiesen ermorden 1594 den königlichen Vertrauten Jayavira Bandara Mudali: portugiesische Militärs nutzten immer wieder die inneren Konflikte der verschiedenen Reiche in Ceylon, um ihre Präsenz zu festigen, wurden jedoch auch immer wieder in innere Konflikte hineingezogen.

Der portugiesische Seefahrer Lourenço de Almeida landete im August 1506 als erster Europäer auf der Insel Ceylon, als er nach einer Irrfahrt die alte Hafenstadt Colombo erreichte. Die Portugiesen nannten die Stadt fortan Kolamba, das singhalesische Wort für Hafen. Später entwickelte sich daraus der heutige Stadtname.
Anfangs besonders am Handel mit Zimt interessiert, traf Lopo Soares de Albergaria, Vizekönig Portugiesisch-Indiens, 1518 eine Handelsvereinbarung mit Parakramabahu VIII., dem König des Kotte-Reichs. Die Portugiesen erhielten damit die Kontrolle über die Küste des Königreichs Kotte, das sie im Gegenzug vor Angreifern zur See beschützten. 1517 hatten sie in Colombo bereits eine Festung zum Schutz des Hafens errichtet, die 1518 von Soares de Albergaria nach der Einnahme Colombos vergrößert und verstärkt wurde. Die Portugiesen benannten die Festung nach Unserer Lieben Frau Nossa Senhora das Virtudes (auch Santa Barbara). Nach 1518 wurde Ceylon ein Stützpfeiler des wachsenden portugiesischen Handelsraums in Südostasien.
Im Krieg mit dem benachbarten Königreich Sitawaka wurde das Fort 1524 aufgegeben. Da die Portugiesen hier nur einen kleinen Posten zurückgelassen hatten, versuchten die muslimischen Händler ihren verlorenen Handel in Ceylon wiederaufzubauen, doch gelang es den wenigen Portugiesen, die in Colombo weiter unter dem Schutz des Königs von Kotte standen, sie erneut zu vertreiben. 1540 kamen die Jesuiten in Ceylon an und begannen die Missionierung, aber auch die systematische Sammlung von Wissen. 1545 wurde das Königreich Jaffna den Portugiesen tributpflichtig, die 1619 die Stadt Jaffna ganz einnahmen und befestigten und damit das ganze Königreich kontrollierten.
Im Oktober 1550 griff Vizekönig Afonso de Noronha mit 500 Soldaten Sitawaka an und besetzte auch Kotte. 1554 begann Duarte de Eca mit dem Wiederaufbau der Festung von Colombo.
Aus dem Fort von Colombo wurde nun eine ummauerte und durch Gräben und 237 Geschützen gesicherte Stadt. Innerhalb der Festung lebten in den 1650er Jahren 900 Familien adliger Siedler und 1500 Handwerker und Händler. Die Siedlung hatte zwei Kirchen, die Pfarrkirche und São Lourenço, und Konvente der Dominikaner, der Augustiner, der Kapuziner und der Jesuiten. Außerdem lagen innerhalb der Mauern das Armenhaus der hiesigen Santa Casa de Misericórdia und das königliche Hospital.
Die volle Kontrolle über Ceylon erreichte Portugal erst nach einer Reihe einfacher, aber konsequenter Polizeiaktionen zwischen 1580 und 1598. Seitdem Portugal 1580 jedoch durch Erbfolge an Spanien gefallen war und aus dieser Iberischen Union heraus immer weniger seine überseeischen Interessen verteidigen konnte, verstärkten die Niederlande nun auch die Angriffe auf die portugiesischen Handelsposten in Ceylon. Durch die Konflikte mit den Niederländern war die portugiesische Flotte zunächst geschwächt, doch nach dem Niedergang Sitawakas 1593 gelang es den Portugiesen zunächst, große Teile Ceylons wieder unter ihre Kontrolle bringen und zu halten, auch mit Hilfe ihrer einheimischen Hilfstruppen, den Lascarins. 1594 erreichten sie sogar einen Freundschaftsvertrag mit dem Königreich Kandy, der jedoch noch im gleichen Jahr in einen anhaltenden Krieg mit den rücksichtslos agierenden Portugiesen umschlug, die sich nun wieder dem Königreich Kandy mit Hilfe ihres engen Verbündeten, dem Königreich Jaffna erwehrten. Später versuchte auch der in Ceylon aufgewachsene Gaspar de Figueira de Serpa, Sohn eines Portugiesen und einer Singhalesin, Kandy zu erobern, scheiterte aber trotz aller noch so brutaler Bemühungen am Ende. Auch seine Vertrauten gingen teils listig, teils auch außerordentlich brutal vor und konnten die portugiesische Präsenz gegenüber den Angriffen Kandys und der Niederländer damit nur noch eine Zeit aufrechterhalten.
Die Niederländische Ostindien-Kompanie verstärkte ihre Bemühungen um den lukrativen Gewürzhandel jedoch unablässig. Spanien verlangte immer stärkeren Tribut aus Portugal, das seinen Überseebesitzungen schließlich keinerlei Hilfe mehr senden konnte, so dass diese sich den Angriffen kaum noch erwehren konnten. Im Niederländisch-Portugiesischen Krieg und der 1655–1656 erfolgten Belagerung Colombos wurden die Portugiesen schließlich aus ihren wichtigsten Stützpunkten in Ceylon verdrängt. 1658 fiel mit Jaffna auch die letzte portugiesische Präsenz in Ceylon an die Niederländer.

### Seit 1658
Nach 1658 kam die Insel vollständig unter niederländische Herrschaft. Die verschiedenen europäischen Ostindien-Kompanien blieben weiter Konkurrenten in der Region, jedoch blieb eine Zeit lang halbwegs genug Raum für alle, und die niederländische Kontrolle über Ceylon blieb weitgehend ungefährdet, während Portugal seinen Asienhandel über Portugiesisch-Indien aufrechterhalten konnte. Die Missionstätigkeit der portugiesischen Orden, vor allem der gut organisierten Jesuiten dagegen blieb noch einige Zeit in Ceylon aktiv und wirkte auch noch nach, bis die protestantischen Niederländer schließlich alle katholische Missionierung unterbinden konnten.
Im 19. Jahrhundert kam die Insel unter britische Herrschaft, bis sie 1948 unabhängig wurde. Im Januar 1953 nahmen Ceylon und Portugal diplomatische Beziehungen auf. Gegenseitige Botschaften richteten beide Länder danach nicht ein. Am 7. Januar 1953 akkreditierte sich erstmals ein portugiesischer Vertreter in Ceylon, Vasco Vieira Garin, Portugals Vertreter in Indien.
1972 nannte sich das Land in Sri Lanka um. Um die Nelkenrevolution am 25. April 1974 herum brach das Land zunächst die diplomatischen Beziehungen zu Portugal ab, bis sie am 20. Oktober 1976 wiederhergestellt wurden.
Nach dem Terroranschlag in Sri Lanka am Ostersonntag 2019 verurteilte der portugiesische Staatspräsident Marcelo Rebelo de Sousa öffentlich die Tat und übermittelte der Regierung Sri Lankas im Namen aller Portugiesen ihr Beileid. Auch ein portugiesischer Staatsbürger starb bei den Anschlägen auf Kirchen und Hotels, als er mit seiner Frau die Flitterwochen im Hotel Kingsbury in Colombo verbrachte.

## Diplomatie
Portugal unterhält keine eigene Botschaft in Sri Lanka, das Land gehört zum Amtsbezirk des portugiesischen Botschafters in Indien. In der sri-lankischen Hauptstadt Colombo besteht ein portugiesisches Honorarkonsulat.
Sri Lanka hat ebenfalls keine eigene Vertretung in Portugal, das Land wird von der sri-lankischen Botschaft in Paris betreut. Auch sri-lankische Konsulate bestehen in Portugal nicht.

## Wirtschaft

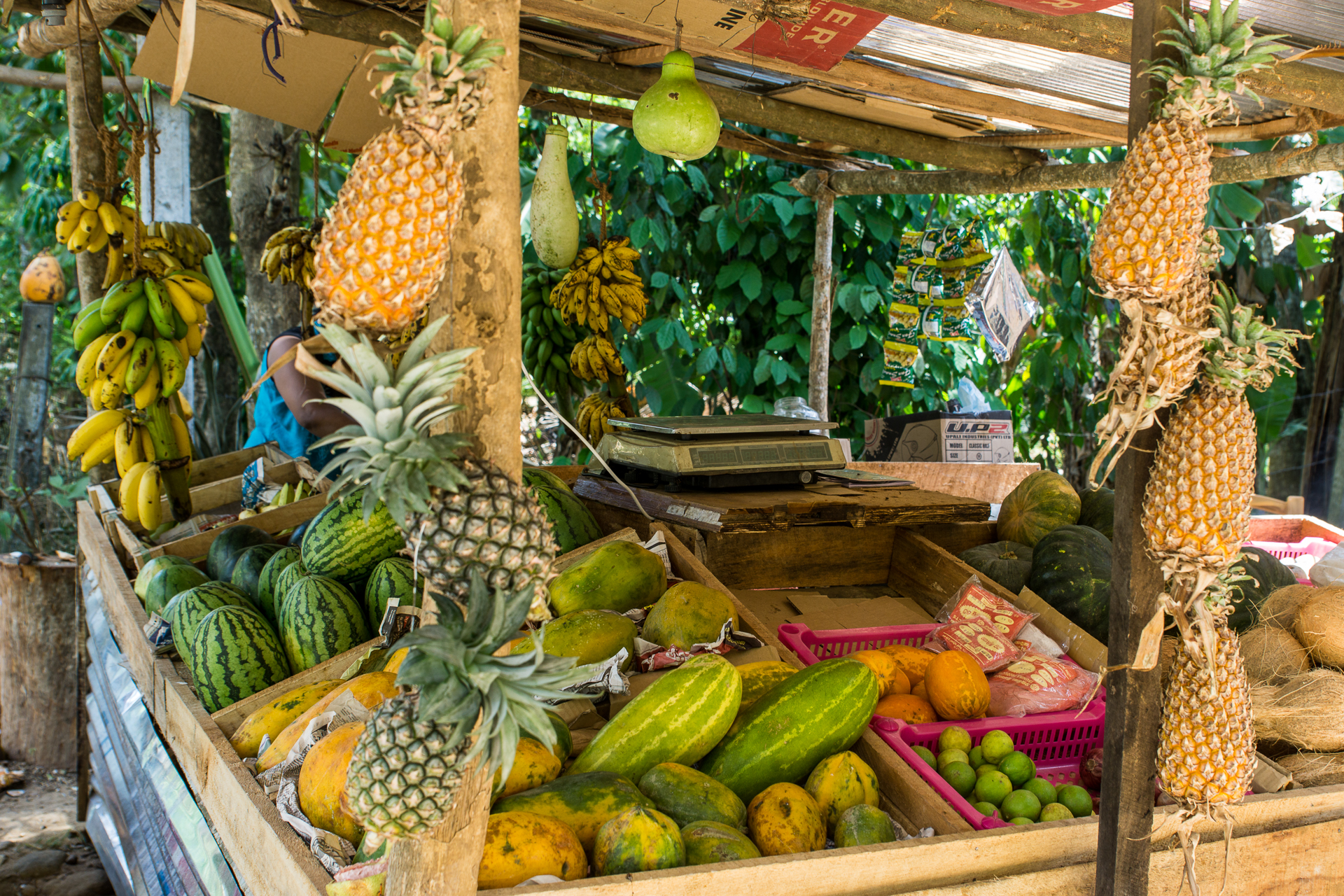
Obststand bei Galbokka nahe Wellawaya (Distrikt Moneragala): Kokosnüsse, Ananas und andere Früchte gehören nach Textilien zu den wichtigsten Exportgütern Sri Lankas nach Portugal.

Das Handelsvolumen zwischen Portugal und Sri Lanka belief sich im Jahr 2020 auf 15,336 Mio. Euro (2019: 17,255 Mio.; 2018: 18,197 Mio.; 2017: 15,547 Mio.; 2016: 12,969 Mio., 2015: 8,762 Mio. 2010: 5,562 Mio.: 2005: 6,405 Mio.), mit einem traditionellen Handelsbilanzüberschuss zu Gunsten Sri Lankas von zuletzt (2020) 5,334 Mio. Euro (2019: 5,087 Mio.; 2018: 3,118 Mio.; 2017: 2,967 Mio.; 2016: 1,925 Mio.; 2015: 1,018 Mio.; 2010: 1,036 Mio.; 2005: 1,989 Mio.).
Dabei importierte Sri Lanka Waren im Wert von 5,001 Mio. Euro aus Portugal, darunter 34,7 % Industrieprodukte, 21,3 % Maschinen und Geräte, 10,6 % Eisen und Stahl, 9,7 % Papier, 7,6 % Textilien und 7,0 % landwirtschaftliche Erzeugnisse und Lebensmittel.
Portugal führte gleichzeitig aus Sri Lanka Waren im Wert von 10,335 Mio. Euro ein, davon 51,4 % Textilien, 34,0 % landwirtschaftliche Erzeugnisse und Fisch, 11,0 % Gummi, und 2,9 % Maschinen und Geräte.
Damit stand Sri Lanka im portugiesischen Außenhandel an 130. Stelle als Abnehmer und an 95. Stelle als Lieferant.
Die portugiesische Außenhandelskammer AICEP unterhält keine Niederlassung in Sri Lanka, das Land wird vom AICEP-Büro in der indischen Hauptstadt Neu Delhi betreut.

## Kultur und Sprache
Das portugiesische Kulturinstitut Instituto Camões ist nicht in Sri Lanka vertreten. Ein Kulturaustausch findet auf zivilgesellschaftlicher und wissenschaftlicher Ebene statt. 
Erforschung und Erhalt des vielfältigen portugiesischen Erbes in Sri Lanka ist ein besonderer Tätigkeitsschwerpunkt, darunter zu nennen die Initiativen der portugiesischen Gulbenkian-Stiftung, die auch die akademische portugiesisch-sri-lankische Zusammenarbeit regelmäßig fördert.
Sprache
Vor allem im Osten Sri Lankas hat sich bis heute eine portugiesisch-basierte Kreolsprache erhalten (englisch: Sri Lankan Portuguese Creole, SLPC). Sie entstand nach der Ankunft der Portugiesen Anfang des 16. Jh. durch Vermischung des Portugiesischen und der mit hergebrachten Soldaten und anderen mitgekommenen portugiesischen Kreolsprachen aus Afrika mit lokalen Sprachen, vor allem Tamil. Sie diente hier lange als Lingua franca zwischen den Bevölkerungsgruppen in ganz Sri Lanka und darüber hinaus. Die heutige Minderheit der Burgher geht zu einem Teil auf diese Cafrinhas (Sri Lanka Kaffirs) zurück, jene aus Portugiesen, afrikanisch-portugiesischen Einwanderern und lokaler Bevölkerung entstandene Bevölkerungsgruppe, aus der die SLPC entstand.
Sie wird heute vor allem noch unter den katholischen und Burgher-Minderheiten in den Distrikten Batticaloa, Trincomalee und in der Gegend von Kalmunai gesprochen. Durch Auswanderung und Überalterung und anhaltendem Verschwinden aus der Alltagssprache wird die Sprache heute von immer weniger Menschen und meist nur innerhalb der Familie gesprochen. In letzter Zeit ist das Interesse der Lusitanistik an der sri-lankischen portugiesischen Kreolsprache SLPC gewachsen.

## Sport

### Allgemein

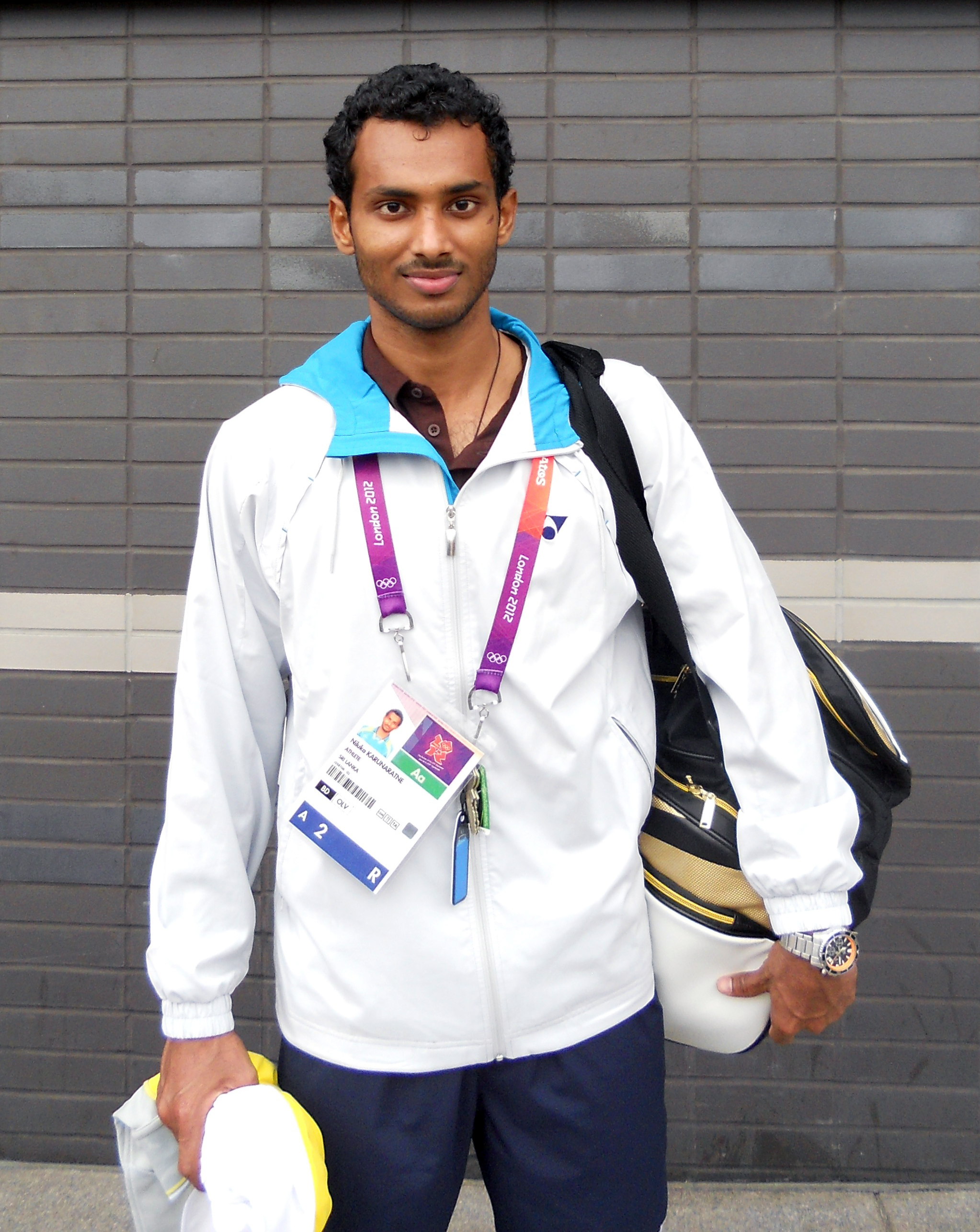
Niluka Karunaratne (hier bei Olympia 2012) gewann 2016 als erster Sri-Lanker die Portugal International.

In Portugal ist Fußball Nationalsport, in Sri Lanka ist der Sport noch nicht besonders verbreitet. In Sri Lanka ist dagegen Cricket der am stärksten vertretene Sport, der in Portugal dagegen erst ein Schattendasein führt.
Das Nationale Olympische Komitee Sri Lankas ist assoziiertes Mitglied in der ACOLOP, dem Verband der Olympischen Komitees der Gemeinschaft der Portugiesischsprachigen Länder, auf Grund der historischen sri-lankischen Bezüge zu Portugal. Daher nahm das Land an allen bisherigen Jogos da Lusofonia, den Spielen der portugiesischsprachigen Welt teil.

### Fußball und Cricket
Die portugiesische Nationalelf und die sri-lankische Fußballnationalmannschaft der Männer sind bisher noch nicht aufeinander getroffen, auch die der Frauen nicht (Stand April 2022).
Auch die Sri-lankische Cricket-Nationalmannschaft und die Portugiesische Cricket-Auswahl sind noch nicht aufeinander getroffen, auch, weil Sri Lanka im angesehensten Test Cricket spielt, während Portugal mit seinem Associate Member-Status erst sehr wenige internationale Begegnungen bestritt (Stand April 2022).

### Badminton
Beim wichtigsten portugiesischen Turnier, den Portugal International, gewann der Sri-Lanker Niluka Karunaratne die Portugal International 2016 im Herren-Einzel, sein Bruder Dinuka Karunaratne wurde dort Dritter.
Bei den Sri Lanka International gab es noch keine portugiesischen Sieger (Stand 2021).